# Memorial Valenciaga
El Memorial Valenciaga (en euskera Balentziaga Memoriala) és una cursa ciclista d'un dia que es disputa a Eibar (Euskadi). Té categoria amateur i és puntuable per la Copa d'Espanya de ciclisme.
La cursa es creà el 1972 i està organitzada pel Club Ciclista Eibarrés.

## Palmarès
| - 1972: José Luis Viejo - 1973: Felipe Yáñez - 1974: Miguel Aguilera - 1975: Enrique Martínez Heredia - 1976: Jesús Suárez Cuevas - 1977: Miguel Albéniz - 1978: Jesús María Segura - 1979: José Maria Madrigal - 1980: Didier Paponneau - 1981: Julián Gorospe - 1982: Jokin Mujika - 1983: Jokin Mujika - 1984: Jesús Alonso - 1985: Javier Murguialday | - 1986: Luis María Díaz de Otazu - 1987: Ion Garmendia - 1988: Enrique Alonso - 1989: Antonio Miguel Díaz - 1990: Jesús García Real - 1991: Iñaki Aiarzaguena - 1992: Pedro Luis García - 1993: Antonio Vargas - 1994: José Luis Rubiera - 1995: Claus Michael Møller - 1996: Unai Osa - 1997: Óscar Freire - 1998: Pedro Díaz Lobato |

| Any  | Vencedor            | Segon                    | Tercer                      |
| ---- | ------------------- | ------------------------ | --------------------------- |
| 1999 | Francisco José Lara | Juan Antonio Flecha      | Iban Mayo                   |
| 2000 | Joaquim Rodríguez   | Manuel Calvente          | Carlos García Quesada       |
| 2001 | Jon Bru             | Manuel Calvente          | Lander Euba                 |
| 2002 | Dionisio Galparsoro | Juan Diego Navamuel      | Francisco Gutiérrez Álvarez |
| 2003 | Ivan Uberuaga       |                          |                             |
| 2004 | Jordi Riera         | Beñat Albizuri           | Iván Santos                 |
| 2005 | Víctor García       | Efraín Gutiérrez         | Francisco José Terciado     |
| 2006 | David Rodríguez     | David Belda              | Unai Elorriaga              |
| 2007 | Mikel Nieve         | Joaquín Novoa            | Jaume Rovira                |
| 2008 | David Belda         | Andrey Amador            | Ismael Esteban              |
| 2009 | Pedro Merino        | Jorge Martín Montenegro  | Francisco Javier Martínez   |
| 2010 | Víctor Cabedo       | Raúl Alarcón             | Javier Etxarri              |
| 2011 | Evgeny Shalunov     | José David Martínez      | Adrían Alvarado             |
| 2012 | Eduard Prades       | Airán Fernández          | Borja Abásolo               |
| 2013 | Airán Fernández     | Antonio Pedrero          | José Manuel Gutiérrez       |
| 2014 | Cristian Cañada     | Alberto Gallego          | Antton Ibarguren            |
| 2015 | Jaime Rosón         | Romain Campistrous       | Antonio Pedrero             |
| 2016 | José Manuel Díaz    | Richard Carapaz          | Jaime Castrillo             |
| 2017 | Álvaro Cuadros      | Sergio Samitier          | Manuel Sola                 |
| 2018 | annul·lada          |                          |                             |
| 2019 | Íñigo Elosegui      | Diego Noriega            | Roger Adrià                 |
| 2020 | Jon Barrenetxea     | Miguel Ángel Ballesteros | Abner González              |